# Rui'anhua
Rui'anhua is een Wu dialect dat gesproken wordt in de stadsprefectuur Rui'an. Buiten China wordt het dialect gesproken door Chinese migranten die hun jiaxiang in Rui'an hebben. De eigen benaming in IPA is [zʉ˦ ø˧ ɦo˨]
- Sino-Tibetaanse talen
  - Chinese talen
    - Wu
      - Dongouhua
        - Rui'anhua

## Structuur
Het dialect kent net als het verwante Wenzhouhua acht verschillende toonhoogtes. Het Standaardmandarijns kent slechts vijf toonhoogtes. Het kent net als andere Chinese dialecten en talen een verschil in uitspraak van de hanzi, het maakt uit of het in de literatuurtaal of in de volkstaal wordt uitgesproken. Zie het schema hieronder ter vergelijking.
| Hanzi | Volkstaal | Volkstaal | Volkstaal  | Literatuurtaal | Literatuurtaal | Literatuurtaal |
| Hanzi | IPA       | woord     | betekenis  | IPA            | woord          | betekenis      |
| ----- | --------- | --------- | ---------- | -------------- | -------------- | -------------- |
| 人    | sɑŋ ɲɑŋ   | 新人      | bruid      | koŋ zɑŋ        | 工人           | arbeider       |
| 日    | nɪ tsɨ    | 日子      | dag        | za dʑi         | 日期           | datum          |
| 問    | mɑŋ ɦɛ    | 問號      | vraagteken | vɑŋ dei        | 問題           | vraag          |
| 無    | ŋ tɔ      | 無膽      | despondent | ɦɯ jo          | 無用           | waardeloos     |
| 龍    | tsei ly   | 紙龍      | vlieger    | kʰoŋ loŋ       | 恐龍           | dinosaurus     |
| 女    | na ŋ      | 女兒      | dochter    | ɲy zɨ          | 女士           | mejuffrouw     |

## Persoonsvormen
|                                     | IPA                  | hanzi        |
| ----------------------------------- | -------------------- | ------------ |
| 1e persoonsvorm enkelvoud           | ŋ˧˦                  | 吾           |
| 2e persoonsvorm enkelvoud           | ɲi˧˦                 | 爾           |
| 3e persoonsvorm enkelvoud           | ɡɪ˧˩                 | 佢           |
| wederkerend voornaamwoord enkelvoud | zɨ˨                  | 自           |
| 1e persoonsvorm meervoud            | ŋ˨˦ lɪ˨ of ŋ˨˦ lɑ˨   | 吾俚 of 吾啦 |
| 2e persoonsvorm meervoud            | ɲi˨˦ lɪ˨ of ɲi˨˦ lɑ˨ | 爾俚 of 爾啦 |
| 3e persoonsvorm meervoud            | ɡɪ˦˨ lɪ˨ of ɡɪ˦˨ lɑ˨ | 佢俚 of 佢啦 |
| wederkerend voornaamwoord meervoud  | zɨ˧ lɪ˨ of zɨ˧ lɑ˨   | 自俚 of 自啦 |

## Cijfers
|        | IPA            | Chinese character |
| ------ | -------------- | ----------------- |
| 0      | ləŋ˧˩ of dø˧˦  | 零 of 斷1         |
| 1      | ʔja˧˨˧ of i˧˨˧ | 一1 2             |
| 2      | ŋ˨ of la˧˦     | 二 of 兩1         |
| 3      | sɔ˦            | 三                |
| 4      | sɨ˥˨           | 四                |
| 5      | ŋ˧˦            | 五                |
| 6      | ləɯ˧˨˧         | 六                |
| 7      | tsʰa˧˨˧        | 七                |
| 8      | po˧˨˧          | 八                |
| 9      | tɕɑɯ˧˥         | 九                |
| 10     | za˨˩˨          | 十                |
| 20     | ɲɛ˨            | 廿                |
| 30     | sɔ˧ za˧        | 三十              |
| 100    | i˨ pa˧˨˧       | 一百              |
| 1000   | i˨ tɕʰi˧       | 一千              |
| 10.000 | i˨ mɔ˧         | 一萬              |

| dialect          | 一   | 两   | 三  | 四  | 五 | 六  | 七    | 八 | 九    | 十  |
| ---------------- | ---- | ---- | --- | --- | -- | --- | ----- | -- | ----- | --- |
| Wenzhouhua (IPA) | ʔjɐi | liɛ2 | sa1 | sɨ3 | ŋ2 | ləɯ | tsʰɐi | pʊ | tɕɐɯ2 | zɐi |
| Rui'anhua (IPA)  | ʔja  | la2  | sɔ1 | sɨ3 | ŋ2 | ləɯ | tsʰa  | pʊ | tɕɐɯ2 | za  |